# Hemiarius stormii
Hemiarius stormii es una especie de pez de la familia Ariidae en el orden de los Siluriformes. Su dieta se compone de peces de aleta e invertebrados bentónicos.

## Morfología
Los machos pueden llegar alcanzar los 50 cm de longitud total.

## Distribución geográfica
Se encuentra desde Tailandia hasta Indonesia.